# 1956–1957-es spanyol labdarúgó-bajnokság (első osztály)
A La Liga 1956-57-es szezonja volt a bajnokság huszonhatodik kiírása. A szezon 1956. szeptember 9-én kezdődött és 1958. április 21-én ért véget. A bajnokságban 16 csapat vett részt, a győztes a Real Madrid CF lett. Ez volt a klub ötödik bajnoki címe.

## Résztvevők
| - Atlético Bilbao - Atlético de Madrid - CF Barcelona - CD Condal - RC Deportivo de La Coruña - RCD Español - Celta de Vigo - CA Osasuna |  | - Real Jaén - Real Madrid CF - Real Sociedad - Sevilla CF - UD Las Palmas - Valencia CF - Real Valladolid - Real Zaragoza |

## Végeredmény
| #  | Klub                      | M  | Gy | D | V  | RG | KG | Pont | GK  | Megjegyzés |
| -- | ------------------------- | -- | -- | - | -- | -- | -- | ---- | --- | ---------- |
| 1  | Real Madrid CF            | 30 | 20 | 4 | 6  | 74 | 35 | 44   | +39 | Bajnok BEK |
| 2  | Sevilla FC                | 30 | 17 | 5 | 8  | 64 | 49 | 39   | +15 | BEK        |
| 3  | CF Barcelona              | 30 | 16 | 7 | 7  | 70 | 37 | 39   | +33 |            |
| 4  | Atlético Bilbao           | 30 | 16 | 5 | 9  | 59 | 45 | 37   | +14 |            |
| 5  | Atlético de Madrid        | 30 | 15 | 4 | 11 | 65 | 54 | 34   | +20 |            |
| 6  | CA Osasuna                | 30 | 12 | 7 | 11 | 40 | 38 | 31   | +2  |            |
| 7  | RCD Español               | 30 | 11 | 8 | 11 | 39 | 48 | 30   | -9  |            |
| 8  | Real Valladolid           | 30 | 11 | 6 | 13 | 52 | 58 | 28   | -6  |            |
| 9  | Real Zaragoza             | 30 | 11 | 6 | 13 | 37 | 51 | 28   | -14 |            |
| 10 | UD Las Palmas             | 30 | 9  | 9 | 12 | 41 | 58 | 27   | -17 |            |
| 11 | Valencia CF               | 30 | 10 | 7 | 13 | 43 | 46 | 27   | -3  |            |
| 12 | Real Sociedad             | 30 | 9  | 8 | 13 | 39 | 47 | 26   | -8  |            |
| 13 | Celta de Vigo             | 30 | 8  | 7 | 15 | 39 | 47 | 23   | -8  |            |
| 14 | Real Jaén                 | 30 | 9  | 5 | 16 | 37 | 55 | 23   | -28 |            |
| 15 | RC Deportivo de La Coruña | 30 | 10 | 2 | 18 | 41 | 61 | 22   | -20 | Kiesett    |
| 16 | CD Condal                 | 30 | 7  | 8 | 15 | 37 | 57 | 22   | -20 | Kiesett    |

## Góllövőlista
| Játékos            | Gól | Csapat         |
| ------------------ | --- | -------------- |
| Alfredo Di Stéfano | 31  | Real Madrid CF |

| Győztes                   |
| ------------------------- |
| Real Madrid CF Ötödik cím |

## Külső hivatkozások
- LA LIGA 1956/1957
- Futbolme.com
- All rounds in La Liga 1956/56